# CURB-65
CURB-65 é uma escala criada especificamente para determinar a necessidade ou não de internar pacientes com pneumonia adquirida na comunidade. Define o local de tratamento.
CURB-65 é o acrónimo para:
- Confusão: Classificação menor que 8 segundo AMTS
- Uréia: Níveis superiores a 50 mg/dl.
- Respiração: Frequência Respiratória maior que 30 incursões respiratórias por minuto.
- Pressão sanguínea (Blood pressure): sistólica menor a 90 mmHg ou diastólica menor a 60 mmHg
- Idade maior ou igual a 65 anos.

## Prognóstico
Para cada item positivo na escala é somado 1 ponto. A classificação é feita pela soma dos items positivos.
| Classificação | Mortalidade | Recomendação                                                                                   |
| ------------- | ----------- | ---------------------------------------------------------------------------------------------- |
| 0             | 0.7%        | Baixo risco, tratamento ambulatorial                                                           |
| 1             | 3.2%        | Baixo risco, tratamento ambulatorial                                                           |
| 2             | 13.0%       | Risco intermediário, hospitalização de curta estadia ou tratamento ambulatorial com supervisão |
| 3             | 17.0%       | Pneumonia grave, considerar hospitalização                                                     |
| 4             | 41.5%       | Pneumonia severa, considerar hospitalização                                                    |
| 5             | 57.0%       | Pneumonia muito grave, considerar leito em UTI                                                 |